# Guldnackad barbett
Guldnackad barbett (Psilopogon pulcherrimus) är en fågel i familjen asiatiska barbetter inom ordningen hackspettartade fåglar.

## Utseende och läte
Guldnackad barbett är en gnistrande smaragdgrön barbett, med lysande puderblått på hjässa och strupe. Den guldfärgade nacken som gett den sitt namn kan vara svår att se. Lätet består av två ihåliga toner följt av en snabb, stigande drill. 

## Utbredning och systematik
Fågeln förekommer i bergsområden på norra Borneo. Den behandlas som monotypisk, det vill säga att den inte delas in i några underarter.

### Släktestillhörighet
Arten placerades tidigare liksom de allra flesta asiatiska barbetter i släktet Megalaima, men DNA-studier visar att eldtofsbarbetten (Psilopogon pyrolophus) är en del av Megalaima. Eftersom Psilopogon har prioritet före Megalaima, det vill säga namngavs före, inkluderas numera det senare släktet i det förra.

## Levnadssätt
Guldnackad barbett hittas i bergsskogar från 1000 till 3000 meters höjd eller mer, högre upp än andra barbetter. Den är trög i rörelserna och ofta svår att upptäcka när den födosöker på medelhög till hög nivå i träden.

## Status och hot
Arten har ett begränsat utbredningsområde och tros minska i antal, dock inte tillräckligt kraftigt för att den ska betraktas som hotad. Internationella naturvårdsunionen IUCN listar arten som livskraftig (LC).